# Čab
Čab es un municipio del distrito de Nitra en la región de Nitra, Eslovaquia, con una población estimada a final del año 2024 de 769 habitantes.
Se encuentra ubicado en el centro-oeste de la región, en el valle del río Nitra (cuenca hidrográfica del Danubio) y cerca de la frontera con la región de Trnava.

## Demografía
| Año        | 1994 | 2004 | 2014    | 2024    |
| ---------- | ---- | ---- | ------- | ------- |
| Población  | 0    | 713  | 779     | 769     |
| Diferencia |      | –    | +9,25 % | −1,28 % |

| Año        | 2023 | 2024    |
| ---------- | ---- | ------- |
| Población  | 780  | 769     |
| Diferencia |      | −1,41 % |